# Arquipo (filho de Acasto)
Arquipo, cujo nome significa mestre do(s) cavalo(s), foi o terceiro arconte hereditário de Atenas, governando, segundo Jerônimo de Estridão, de 1013 a 994 a.C.
Era filho de Acasto, filho de Medonte, filho de Codro,  o último rei de Atenas.
Ele governou por 19 anos, e foi sucedido por seu filho Tersipo, que governou por 41 anos.
De acordo com Filodoro, foi durante a magistratura de Arquipo que viveu Homero.